# ارتش دهم (ورماخت)
لشکر دهم ورماخت (به آلمانی:10. Armee) یکی از لشکرهای وابسته به ارتش آلمان نازی (ورماخت) در جنگ جهانی دوم بود.

## فرماندهان
- والتر فون رایشناو
- هاینریش فون فیتینگهوف
- یواخیم لملزن
- تراوگوت هر